# Antonín Duda (politický vězeň)

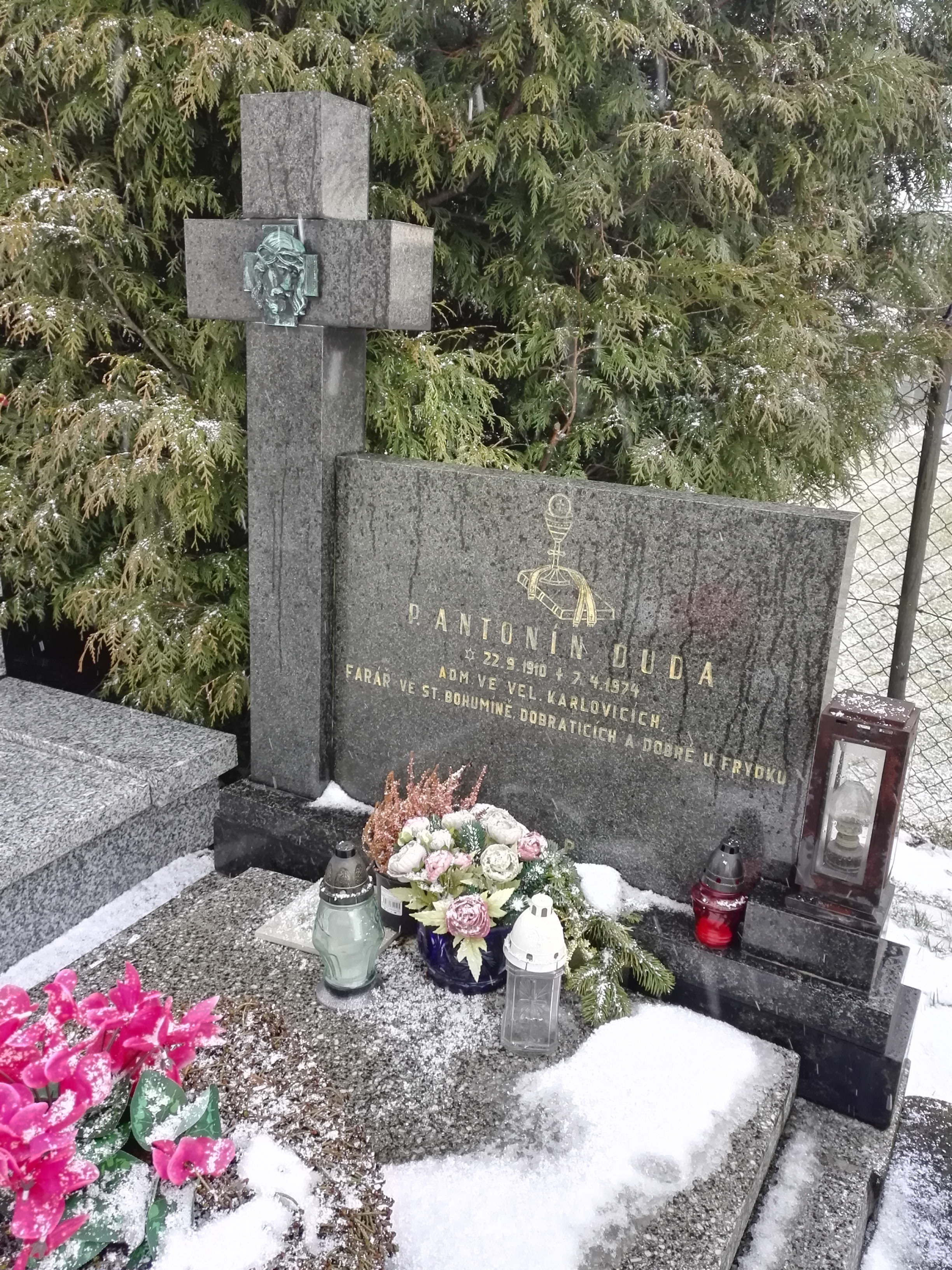
Náhrobek faráře Dudy v Horním Těrlicku

Antonín Duda (22. září 1910, Horní Těrlicko-Kostelec – 7. dubna 1974, Komorní Lhotka) byl český římskokatolický kněz a politický vězeň komunistického režimu.

## Život
Vystudoval osmileté reálné gymnázium v Českém Těšíně, kam denně dojížděl na kole ze svého rodiště. V roce 1935 vstoupil do Arcibiskupský kněžský seminář v Olomouci, kde pak 5. července 1940 přijal kněžské svěcení. Posléze působil jako kaplan v olomoucké arcidiecézi, a to nejprve v Halenkově a od roku 1941 ve Velkých Karlovicích, kde se v roce 1946 stal administrátorem. V roce 1947 se vrátil do českotěšínské apoštolské administratury, konkrétně do Starého Bohumína.
Dne 13. března 1953 byl zatčen za to, že poskytl peníze svému bývalému spolužákovi, který chtěl uprchnout do zahraničí a na hranicích byl zadržen, a umístěn v ostravské vazební věznici. V říjnu pak byl odsouzen za trestný čin velezrady a vyzvědačství k pětiletému nepodmíněnému trestu odnětí svobody, který si odpykával nejprve ve Valdicích a od září 1954 v pracovním táboře ve Rtyni v Podkrkonoší.
Po propuštění z vězení v dubnu 1958 nezískal státní souhlas k výkonu duchovenské činnosti, a proto začal pracovat jako závozník, s ohledem na poškození svého zdraví prací v uranových dolech však zakrátko získal částečný invalidní důchod. Díky intervencím Miloslava Klisze mohl nastoupit jako údržbář v ústavu sociální péče v Komorní Lhotce, kde tehdy pracovali boromejky, a opět začít působit jako kněz v tamní ústavní kapli. V roce 1966 se stal administrátorem v Dobré a administrátorem excurrendo v Dobraticích, roku 1969 odešel na trvalý odpočinek. Zemřel na rakovinu jícnu, pohřben byl ve svém rodišti.
Dne 4. října 2008 mu byla na fasádě bývalé starobohumínské fary odhalena pamětní deska.